# He Ain't Heavy, He's My Brother
He Ain't Heavy, He's My Brother är en popballad skriven av Bobby Scott och Bob Russell. Den första inspelningen av låten gjordes av den amerikanske sångaren Kelly Gordon 1969, vilken gick obemärkt förbi. Senare samma år spelades låten in av The Hollies och utgavs som singel i september 1969. I USA dröjde utgivningen till december samma år. Inspelningen blev en stor hit för gruppen i både USA och Europa. Låten medtogs på den amerikanska versionen av albumet Hollies Sing Hollies som också döptes om till He Ain't Heavy, He's My Brother.
Neil Diamond spelade in låten 1970 och medtog den på sitt album Tap Root Manuscript. Diamonds inspelning blev en mindre amerikansk hit med en tjugondeplats på Billboardlistan.

## Listplaceringar, The Hollies
| Lista (1969-1970) | Position              |
| ----------------- | --------------------- |
| Australien        | 17 (Go Set)           |
| Danmark           | 5 (DR "Top 10")       |
| Finland           | 16                    |
| Irland            | 3                     |
| Kanada            | 11                    |
| Nederländerna     | 15                    |
| Norge             | 7 (VG-lista)          |
| Nya Zeeland       | 7 (NZ Listner)        |
| Schweiz           | 5                     |
| Storbritannien    | 3                     |
| Sverige           | 4 (Tio i topp)        |
| USA               | 7 (Billboard Hot 100) |
| Västtyskland      | 9                     |
| Österrike         | 16                    |